# Internationale Sluitingsprijs 2014
De 20e editie van de cyclocross Internationale Sluitingsprijs in Oostmalle werd gehouden op 23 februari 2014. De wedstrijd maakte deel uit van de bpost bank trofee 2013-2014. Titelverdediger Niels Albert won opnieuw.

## Mannen elite

### Uitslag
| Plaats | Naam                  | Ploeg                         | Tijd     |
| ------ | --------------------- | ----------------------------- | -------- |
| 1      | Niels Albert          | BKCP-Powerplus                | 1u04'18" |
| 2      | Tom Meeusen           | Telenet-Fidea                 | + 7"     |
| 3      | Kevin Pauwels         | Sunweb-Napoleon Games         | + 39"    |
| 4      | Lars van der Haar     | Rabobank Development Team     | + 55"    |
| 5      | Eddy van IJzendoorn   | NatuBalans-Apex               | + 59"    |
| 6      | Dieter Vanthourenhout | Sunweb-Napoleon Games         | z.t.     |
| 7      | Philipp Walsleben     | BKCP-Powerplus                | + 1'01"  |
| 8      | Bart Aernouts         | AA Drink                      | + 1'09"  |
| 9      | Rob Peeters           | Vastgoedservice Golden Palace | + 1'15"  |
| 10     | Sven Nys              | Crelan-AA Drink               | + 1'30"  |
| 11     | 0                     |                               |          |
| 12     | 0                     |                               |          |
| 13     | 0                     |                               |          |
| 14     | 0                     |                               |          |
| 15     | 0                     |                               |          |

| Pos. | Punten |
| ---- | ------ |
| 1    | 80     |
| 2    | 60     |
| 3    | 40     |
| 4    | 30     |
| 5    | 25     |
| 6    | 20     |
| 7    | 17     |
| 8    | 15     |
| 9    | 12     |
| 10   | 10     |
| 11   | 8      |
| 12   | 5      |
| 13   | 4      |
| 14   | 2      |
| 15   | 1      |

1995 ·
1996 ·
1997 ·
1998 ·
1999 ·
2000 · 
2001 · 
2002 · 
2003 · 
2005 · 
2006 · 
2007 · 
2008 · 
2009 · 
2010 · 
2011 · 
2012 · 
2013 · 
2014 · 
2015 · 
2016 ·  
2017 · 
2018 · 
2019 · 
2020 ·   
2021 ·   
2022
 GP Mario De Clercq · 
 Koppenbergcross · 
 GP van Hasselt · 
 GP Rouwmoer · 
 Azencross · 
 GP Sven Nys · 
 Krawatencross ·
 Internationale Sluitingsprijs